# Galbenu
Galbenu é uma comuna romena localizada no distrito de Brăila, na região de Muntênia. A comuna possui uma área de 80.00 km² e sua população era de 3366 habitantes segundo o censo de 2007.